# Oleg Makarov (cosmonauta)
Oleg Grigorievich Makarov (em russo:  Олег Григорьевич Макаров; Udomlia, 6 de janeiro de 1933 – Moscou, 28 de maio de 2003) foi um cosmonauta russo.
Formado em engenharia em 1957, começou a trabalhar no escritório de design espacial de Sergei Korolev, chefe do programa espacial soviético, ajudando no desenvolvimento na nave Vostok. Em 1966 ele foi selecionado para o treinamento de cosmonautas.
Primeiramente ele trabalhou no programa lunar, que pretendia colocar um soviético na Lua, e estava treinando com Aleksei Leonov para um voo circulunar. Entretanto, após o sucesso da Apollo 8, o voo foi cancelado. Seu primeiro voo espacial foi na Soyuz 12 em 1973, um voo de teste para verificar as mudanças feitas na nave Soyuz após o desastre fatal da Soyuz 11. Seu segundo voo foi na Soyuz 18a, abortada logo após o lançamento, com uma aterrissagem de emergência no noroeste da China.
Com o seu terceiro lançamento na Soyuz 27, ele voou até à estação espacial Salyut 6, e aterrissou cinco dias depois com a nave Soyuz 26. Sua última missão foi a Soyuz T-3, na qual muitos reparos à Salyut 6 foram feitos. Ele também esteve dos grupos de apoio das missões Soyuz 17 e Soyuz T-2. No total ele passou 20 dias, 17 horas e 44 minutos no espaço.
Após seu último voo espacial continuou a trabalhar para o Energia, participando do programa da estação espacial Mir e do desenvolvimento do ônibus espacial Buran. Entre outras condecorações, recebeu o título de Herói da União Soviética duas vezes, e a Ordem de Lenin quatro vezes. Makarov morreu em 2003 de um ataque cardíaco.